# Dos días en París
Dos días en París (en francés Deux jours à Paris) es una comedia dramática francesa estrenada en 2007 y dirigida y protagonizada por Julie Delpy, quien además creó la banda sonora.

## Sinopsis
En ella, una pareja formada por Marion (Julie Delpy), una fotógrafa francesa, y Jack (Adam Goldberg), un decorador estadounidense, se va de vacaciones a Italia. A la vuelta deciden pasar unos días en París, ciudad natal de Marion, pero los pesados padres de ésta y sus exnovios, unidos a la obsesión de Jack por fotografiar cada momento y su convencimiento de que los condones franceses le estarán pequeños, solo crean entre ellos una tensión cada vez mayor.